# Johann Kaspar Lavater
Johann Kaspar (Caspar) Lavater (1741-1801) là nhà văn, giáo sĩ người Thụy Sĩ. Lavater là tác giả của một thuyết rất thú vị, đó là: Năng khiếu của con người do hình dáng và nhất là do những cái u trên đầu quy định. Tên ông được đặt cho tiểu hành tinh 19263 Lavater.